# Mathilde de Brandebourg
Mathilde de Brandenbourg (polonais : Matylda Brandenburska), fille d'Othon V de Brandebourg, duchesse de Pologne par son mariage avec Henri IV le Juste.

## Biographie
Mathilde a six frères et sœurs. Deux de ses frères, Albert et Otto, meurent jeune. L'aîné, Herman, hérite de l'ensemble des domaines paternels. En 1284, Béatrice, la sœur aînée de Mathilde, épouse Bolko, duc de Jawor. Ce mariage avec la branche de Silésie de la dynastie Piast est probablement à l'origine de son futur mariage. 
En 1287/1288 Mathilde épouse Henri IV le Juste, duc de Wrocław et duc princeps de Pologne. 
Le 23 juin 1290 Henri IV décède subitement, peut-être empoisonné. Mathilde regagne Brandebourg peu après. Elle y décède en 1298. Elle est inhumée à l'abbaye cistercienne de Kloster Lehnin.

## Sources
- (en) Cet article est partiellement ou en totalité issu de l’article de Wikipédia en anglais intitulé « Matilda of Brandenburg, Duchess of Poland » (voir la liste des auteurs).